# Nati nel 1967/Giugno
| Questa pagina contiene informazioni ricavate automaticamente dalle voci biografiche con l'ausilio del template Bio e di un bot. L'aggiornamento è periodico e automatico e ricostruisce completamente la pagina. Se manca una persona in questa lista, sei pregato di non aggiungerla, ma accertati piuttosto che la sua voce biografica contenga il template Bio e che i dati anagrafici siano correttamente compilati. Se il template Bio manca, inseriscilo tu stesso o, in alternativa, metti l'avviso {{tmp\|Bio}} che ne segnala la mancanza. Se i dati riportati sono sbagliati, correggi direttamente la voce biografica; le modifiche saranno visibili in questa lista entro pochi giorni. Per chiarimenti vedi il progetto biografie. La lista contiene solo le 305 persone che sono citate nell'enciclopedia e per le quali è stato implementato correttamente il template Bio. Pagina aggiornata al 18 ago 2025. |

- 1º giugno - Ash, regista, sceneggiatore e produttore cinematografico britannico
- 1º giugno - Girolamo Bizzarri, allenatore di calcio e ex calciatore italiano
- 1º giugno - Olivier Delaître, ex tennista francese
- 1º giugno - Ray Fearon, attore britannico
- 1º giugno - Gérson Caçapa, allenatore di calcio e ex calciatore brasiliano
- 1º giugno - Ricky Dean Logan, attore statunitense
- 1º giugno - Tommaso Ragno, attore italiano
- 1º giugno - Roger Sanchez, disc jockey e produttore discografico statunitense
- 2 giugno - Sisleide do Amor Lima, allenatrice di calcio e ex calciatrice brasiliana
- 2 giugno - Juryj Antanovič, allenatore di calcio e ex calciatore bielorusso
- 2 giugno - Kenny Atkinson, allenatore di pallacanestro e ex cestista statunitense
- 2 giugno - Antonio Calderón, allenatore di calcio e ex calciatore spagnolo
- 2 giugno - Bruno Murgia, politico italiano
- 2 giugno - Remigija Nazarovienė, ex multiplista lituana
- 2 giugno - Ara Petrosian, ex calciatore cipriota
- 2 giugno - Alessandro Pisci, attore e regista teatrale italiano
- 2 giugno - Carla Tuzzi, ex ostacolista italiana
- 2 giugno - Nadhim Zahawi, politico britannico
- 3 giugno - Anderson Cooper, giornalista, conduttore televisivo e scrittore statunitense
- 3 giugno - Tamás Darnyi, ex nuotatore ungherese
- 3 giugno - Mladen Drnasin, ex pallanuotista croato
- 3 giugno - Claudio Fabretti, giornalista e critico musicale italiano
- 3 giugno - Reggie Fox, ex cestista e allenatore di pallacanestro statunitense
- 3 giugno - Mark Keil, ex tennista statunitense
- 3 giugno - Benoit Lecomte, nuotatore francese
- 3 giugno - Kurk Lee, ex cestista statunitense
- 3 giugno - Cas Mudde, politologo olandese
- 3 giugno - Sven Ottke, ex pugile tedesco
- 3 giugno - Rosi Renoth, ex sciatrice alpina tedesca
- 3 giugno - Alexandr Stoianoglo, politico e ex magistrato moldavo
- 4 giugno - Alessandro Baronti, ex ciclista su strada italiano
- 4 giugno - Andrew Blades, ex rugbista a 15 e allenatore di rugby a 15 australiano
- 4 giugno - Clarissa Davis, ex cestista e allenatrice di pallacanestro statunitense
- 4 giugno - Francesco Dell'Anno, ex calciatore italiano
- 4 giugno - Pasquale Iracà, allenatore di pallacanestro italiano
- 4 giugno - Robert Kimbrough, ex astronauta statunitense
- 4 giugno - Antonio Medici, saggista e storico del cinema italiano
- 4 giugno - Fabio Meridiani, bassista italiano
- 4 giugno - Marie NDiaye, scrittrice e opinionista francese
- 4 giugno - Yūto Nakano, doppiatore giapponese
- 4 giugno - Andrea Prevignano, conduttore radiofonico e giornalista italiano
- 4 giugno - Elisabetta Trenta, politica italiana
- 5 giugno - Alessandro Aimar, ex velocista italiano
- 5 giugno - Sergej Babkov, cestista e allenatore di pallacanestro russo († 2023)
- 5 giugno - Jacek Bednarz, ex calciatore polacco
- 5 giugno - Matt Bullard, ex cestista statunitense
- 5 giugno - Antonella Collini, ex cestista italiana
- 5 giugno - Joe DeLoach, ex velocista statunitense
- 5 giugno - Raúl González, ex pugile cubano
- 5 giugno - Chrissy Houlahan, politica statunitense
- 5 giugno - Belsy Laza, ex pesista cubana
- 5 giugno - Ron Livingston, attore statunitense
- 5 giugno - Yves Rodier, fumettista canadese
- 5 giugno - Patrick Staub, ex sciatore alpino svizzero
- 6 giugno - Massimiliano Bertolini, illustratore e fumettista italiano
- 6 giugno - Vladimir Burmakin, scacchista russo
- 6 giugno - Max Casella, attore statunitense
- 6 giugno - Loukas Chatzīloukas, allenatore di calcio e ex calciatore cipriota
- 6 giugno - Cheng Yaodong, allenatore di calcio, ex giocatore di calcio a 5 e ex calciatore cinese
- 6 giugno - David Dayan Fisher, attore e doppiatore britannico
- 6 giugno - Paul Giamatti, attore statunitense
- 6 giugno - Roger Lukaku, ex calciatore della Repubblica Democratica del Congo
- 6 giugno - Stefan Mair, allenatore di hockey su ghiaccio e ex hockeista su ghiaccio italiano
- 6 giugno - Arash Noamooz, ex calciatore e ex giocatore di calcio a 5 iraniano
- 6 giugno - Rich Skrenta, programmatore statunitense
- 6 giugno - Ron Zwerver, ex pallavolista e allenatore di pallavolo olandese
- 7 giugno - Patrizia Ciofi, soprano italiano
- 7 giugno - Marie-Pierre Duros, ex mezzofondista francese
- 7 giugno - Cristina-Adela Foişor, scacchista rumena († 2017)
- 7 giugno - Michael Foley, ex rugbista a 15 e allenatore di rugby a 15 australiano
- 7 giugno - Roberto Galletti, allenatore di calcio e ex calciatore italiano
- 7 giugno - Roberto Jonas, ex calciatore andorrano
- 7 giugno - Von McDade, ex cestista statunitense
- 7 giugno - Andreas Meklau, pilota motociclistico austriaco
- 7 giugno - Olli Mustonen, pianista, compositore e direttore d'orchestra finlandese
- 7 giugno - Dave Navarro, chitarrista e cantautore statunitense
- 7 giugno - Yūji Sakakura, ex calciatore giapponese
- 7 giugno - Armand Schiele, ex sciatore alpino francese
- 7 giugno - Graham Shaw, ex calciatore inglese
- 8 giugno - Massimiliano Aldi, ex cestista italiano
- 8 giugno - Massimo Cenci, politico sammarinese
- 8 giugno - Efan Ekoku, ex calciatore inglese
- 8 giugno - Dan Futterman, attore, sceneggiatore e produttore televisivo statunitense
- 8 giugno - Raffaele Gandolfi, giocatore di baseball italiano
- 8 giugno - Stefania Gaspardo, ex cestista italiana
- 8 giugno - Affonso Gonçalves, montatore brasiliano
- 8 giugno - Edgar Itt, ex velocista tedesco
- 8 giugno - Bruce Alan Lewandowski, vescovo cattolico statunitense
- 8 giugno - Jurij Matveev, allenatore di calcio e ex calciatore sovietico
- 8 giugno - Eduardo Niño, allenatore di calcio e ex calciatore colombiano
- 8 giugno - Marco Scibona, politico italiano
- 8 giugno - Stéphane Simian, ex tennista francese
- 8 giugno - Song Ligang, ex cestista cinese
- 8 giugno - Kay Swinburne, politica britannica
- 8 giugno - Jasmin Tabatabai, attrice e cantante iraniana
- 8 giugno - Kathryn Tickell, musicista britannica
- 8 giugno - Diana Tizón, ex cestista argentina
- 9 giugno - Sergio Barrientos, ex giocatore di calcio a 5 costaricano
- 9 giugno - Massimo Antonio Doris, banchiere e dirigente d'azienda italiano
- 9 giugno - Mike Harris, giocatore di curling canadese
- 9 giugno - Michel Majerus, artista lussemburghese († 2002)
- 9 giugno - Max Robert, bobbista francese
- 9 giugno - Samantha Strong, ex attrice pornografica statunitense
- 9 giugno - Joey Vickery, ex cestista canadese
- 9 giugno - Stefano Vitali, politico italiano
- 9 giugno - Sérgio Farias, allenatore di calcio brasiliano
- 10 giugno - Pavel Badea, ex calciatore rumeno
- 10 giugno - Ferdy Doernberg, tastierista britannico
- 10 giugno - Heimir Hallgrímsson, allenatore di calcio e ex calciatore islandese
- 10 giugno - Charnett Moffett, musicista e compositore statunitense († 2022)
- 10 giugno - Kazimir Vulić, allenatore di calcio e ex calciatore croato
- 10 giugno - Katja Weitzenböck, attrice austriaca
- 10 giugno - Dorothea Weltecke, storica tedesca
- 11 giugno - Graeme Bachop, ex rugbista a 15 neozelandese
- 11 giugno - Clare Carey, attrice statunitense
- 11 giugno - Mario Chitaroni, ex hockeista su ghiaccio canadese
- 11 giugno - Isabela Garcia, attrice brasiliana
- 11 giugno - Jens Martin Knudsen, ex calciatore faroese
- 11 giugno - Jameleddine Limam, ex calciatore tunisino
- 11 giugno - Melvin Newbern, ex cestista e allenatore di pallacanestro statunitense
- 11 giugno - Robert Olesen, ex bobbista statunitense
- 12 giugno - Klaus Badelt, compositore tedesco
- 12 giugno - Icíar Bollaín, attrice, regista e sceneggiatrice spagnola
- 12 giugno - Gabriele Cirilli, comico, cabarettista e attore italiano
- 12 giugno - Aivar Kuusmaa, ex cestista e allenatore di pallacanestro estone
- 12 giugno - Frances O'Connor, attrice statunitense
- 13 giugno - Peter Buchman, sceneggiatore statunitense
- 13 giugno - Isa Hoes, attrice e doppiatrice olandese
- 13 giugno - Oon Jin Gee, ex nuotatore singaporiano
- 13 giugno - Yamandú Orsi, politico e docente uruguaiano
- 13 giugno - Keith Silverstein, doppiatore statunitense
- 13 giugno - Fred Tatasciore, doppiatore statunitense
- 13 giugno - Ivan Vasilev, ex calciatore bulgaro
- 13 giugno - Luca de Meo, dirigente d'azienda italiano
- 13 giugno - Jeanine Áñez, avvocatessa, politica e conduttrice televisiva boliviana
- 14 giugno - Kumar Mangalam Birla, imprenditore indiano
- 14 giugno - Dedrick Dodge, ex giocatore di football americano statunitense
- 14 giugno - Dan Godfread, ex cestista statunitense
- 14 giugno - Ronan Harris, cantante e musicista irlandese
- 14 giugno - Ante Miše, allenatore di calcio e ex calciatore croato
- 14 giugno - Thierry Sardo, allenatore di calcio francese
- 14 giugno - Per-Inge Tällberg, ex saltatore con gli sci svedese
- 14 giugno - Wendy Williams, ex tuffatrice statunitense
- 15 giugno - Roberto Bacci, allenatore di calcio e ex calciatore italiano
- 15 giugno - Souha Fawaz Bechara, attivista e scrittrice libanese
- 15 giugno - Byron Dinkins, ex cestista statunitense
- 15 giugno - Təbriz Həsənov, ex calciatore azero
- 15 giugno - Paul Kingsman, ex nuotatore neozelandese
- 15 giugno - Héctor Martínez, ex calciatore paraguaiano
- 15 giugno - Pavel Muslimov, ex biatleta russo
- 15 giugno - Francesco Roberti, politico italiano
- 15 giugno - Yūji Ueda, attore, doppiatore e cantante giapponese
- 15 giugno - Davide Zanon, allenatore di calcio e ex calciatore italiano
- 16 giugno - Charalampos Andreou, ex calciatore cipriota
- 16 giugno - Dario Ginefra, politico italiano
- 16 giugno - Maylis de Kerangal, scrittrice francese
- 16 giugno - Jürgen Klopp, allenatore di calcio, dirigente sportivo e ex calciatore tedesco
- 16 giugno - Arben Makaj, ex velocista albanese
- 16 giugno - Jenny Shimizu, supermodella e attrice statunitense
- 16 giugno - Claudio Zanetti, politico svizzero
- 17 giugno - Priscilla Almodovar, imprenditrice e dirigente d'azienda statunitense
- 17 giugno - Alex Azar, politico statunitense
- 17 giugno - Antonella Casu, politica italiana
- 17 giugno - Terry Davis, ex cestista statunitense
- 17 giugno - Sonya Eddy, attrice statunitense († 2022)
- 17 giugno - Agris Elerts, ex slittinista lettone
- 17 giugno - Alessandro Fantini, tenore italiano
- 17 giugno - Norman Issa, attore palestinese
- 17 giugno - David Klapetek, ex cestista e allenatore di pallacanestro ceco
- 17 giugno - Michail Kričman, direttore della fotografia russo
- 17 giugno - Terry Norris, ex pugile statunitense
- 17 giugno - Dorothea Röschmann, soprano tedesco
- 17 giugno - Barbara Sadleder, ex sciatrice alpina austriaca
- 17 giugno - Jozef Síkela, politico ceco
- 17 giugno - Tori Welles, ex attrice pornografica statunitense
- 17 giugno - Roger Willis, ex calciatore inglese
- 17 giugno - Zinho, allenatore di calcio, dirigente sportivo e ex calciatore brasiliano
- 18 giugno - Ken Andrews, cantautore, musicista e produttore discografico statunitense
- 18 giugno - Glen Benton, cantante e bassista statunitense
- 18 giugno - Fernando Borcel, ex cestista argentino
- 18 giugno - Massimo Brunello, ex rugbista a 15 e allenatore di rugby a 15 italiano
- 18 giugno - Alex Bunbury, ex calciatore e ex giocatore di calcio a 5 canadese
- 18 giugno - Ramiro Cassina, ex rugbista a 15 e allenatore di rugby a 15 argentino
- 18 giugno - Dario Cassini, comico, attore e cabarettista italiano
- 18 giugno - Jörg Leichtfried, politico austriaco
- 18 giugno - Michelle McKendry, ex sciatrice alpina canadese
- 18 giugno - Federico Pace, scrittore e giornalista italiano
- 18 giugno - Alberto Simonelli, arciere italiano
- 18 giugno - Francesca Sposi, ballerina italiana
- 18 giugno - Sun Ying, ex cestista cinese
- 19 giugno - Bjørn Dæhlie, ex fondista norvegese
- 19 giugno - Emilio Ferrera, allenatore di calcio e ex calciatore belga
- 19 giugno - Jiang Hong, ex calciatore cinese
- 19 giugno - Chris Larkin, attore britannico
- 19 giugno - Mia Sara, attrice statunitense
- 20 giugno - Edu Ardanuy, chitarrista brasiliano
- 20 giugno - Vladimir Dragutinović, ex cestista, allenatore di pallacanestro e procuratore sportivo serbo
- 20 giugno - Gianni Fantoni, conduttore televisivo, conduttore radiofonico e imitatore italiano
- 20 giugno - Nicole Kidman, attrice, produttrice cinematografica e produttrice televisiva australiana
- 20 giugno - Slava Leont'jev, artista, militare e regista ucraino
- 20 giugno - Angela Melillo, ballerina, attrice e showgirl italiana
- 20 giugno - Nele Neuhaus, scrittrice tedesca
- 20 giugno - Pierfelice Zazzera, politico italiano
- 20 giugno - Luigi de Magistris, politico e ex magistrato italiano
- 21 giugno - Walter Arencibia, scacchista cubano
- 21 giugno - Bomb the Bass, disc-jockey e produttore discografico inglese
- 21 giugno - Jim Breuer, comico e attore statunitense
- 21 giugno - Derrick Coleman, ex cestista statunitense
- 21 giugno - Paola Dal Corso, ex cestista italiana
- 21 giugno - Raffaella Del Vinaccio, ex pattinatrice artistica a rotelle italiana
- 21 giugno - Oscar Magri, ex calciatore maltese
- 21 giugno - Elisabeth Maxwald, sciatrice austriaca († 2013)
- 21 giugno - Pierre Omidyar, imprenditore iraniano
- 21 giugno - Carrie Preston, attrice e regista statunitense
- 21 giugno - Vincenzo Salamon, ex cestista italiano
- 21 giugno - Stefano Sanderra, allenatore di calcio italiano
- 21 giugno - Yingluck Shinawatra, politica e dirigente d'azienda thailandese
- 22 giugno - Alejandro Aravena, architetto cileno
- 22 giugno - Massimo Bonomi, ex rugbista a 15 italiano
- 22 giugno - Michele Calella, musicologo italiano
- 22 giugno - Patrick Collot, allenatore di calcio e ex calciatore francese
- 22 giugno - Eric Green, ex giocatore di football americano statunitense
- 22 giugno - Marc van Hintum, allenatore di calcio e ex calciatore olandese
- 22 giugno - Axel Kühn, ex bobbista tedesco
- 23 giugno - Carrie Graf, ex cestista e allenatrice di pallacanestro australiana
- 23 giugno - Ralph Lattimore, ex cestista neozelandese
- 23 giugno - Álex Pina, produttore televisivo, sceneggiatore e regista televisivo spagnolo
- 23 giugno - Juan José Rodríguez, ex calciatore costaricano
- 23 giugno - Ștefan Stoica, allenatore di calcio e ex calciatore rumeno
- 23 giugno - Angelo Vercesi, allenatore di pallavolo e ex pallavolista brasiliano
- 23 giugno - Otilio Yantis, ex calciatore venezuelano
- 24 giugno - Corina Crețu, politica e giornalista romena
- 24 giugno - E Jie, ex schermitrice cinese
- 24 giugno - Vojtěch Flégl, ex tennista cecoslovacco
- 24 giugno - Les Jepsen, ex cestista statunitense
- 24 giugno - Michael Kessler, attore, comico e scrittore tedesco
- 24 giugno - Richard Kruspe, chitarrista e cantante tedesco
- 24 giugno - Giannīs Līmniatīs, allenatore di calcio e ex calciatore greco
- 24 giugno - Fabrizio Settembrini, ex ciclista su strada italiano
- 24 giugno - Sherry Stringfield, attrice statunitense
- 25 giugno - Fabrizio Cattani, regista e sceneggiatore italiano
- 25 giugno - Joycenara Batista, ex cestista brasiliana
- 25 giugno - Stefan Krauß, dirigente sportivo e ex sciatore alpino tedesco
- 25 giugno - Ian Lockhart, ex cestista bahamense
- 25 giugno - Alfredo Macchi, giornalista e fotografo italiano
- 25 giugno - Martín Orozco Sandoval, politico messicano
- 25 giugno - Pierluigi Prete, allenatore di calcio e ex calciatore italiano
- 25 giugno - Andrej Aljakseevič Raŭkoŭ, generale e politico bielorusso
- 25 giugno - Matteo Rosso, politico italiano
- 25 giugno - Sipan Shiraz, poeta, pittore e scultore armeno († 1997)
- 25 giugno - Niels van der Zwan, ex canottiere olandese
- 25 giugno - Valentin Ștefan, ex calciatore rumeno
- 26 giugno - Olivier Dahan, regista e sceneggiatore francese
- 26 giugno - Luisito Espinosa, ex pugile filippino
- 26 giugno - Giōrgos Gerapetritīs, politico greco
- 26 giugno - Benoît Hamon, politico francese
- 26 giugno - Doctor Khumalo, allenatore di calcio e ex calciatore sudafricano
- 26 giugno - Ranko Popović, allenatore di calcio e ex calciatore serbo
- 26 giugno - Jean-Luc Raharimanana, scrittore e giornalista malgascio
- 26 giugno - Masao Sugimoto, ex calciatore giapponese
- 26 giugno - Ugo de Lorenzo, ex calciatore danese
- 27 giugno - Andre Arendse, ex calciatore sudafricano
- 27 giugno - Inha Babakova, ex altista ucraina
- 27 giugno - Álvaro Barco, ex calciatore peruviano
- 27 giugno - Roxana Dumitrescu, ex schermitrice rumena
- 27 giugno - Franco Facchinetti, ex cestista e allenatore di pallacanestro svizzero
- 27 giugno - Sylvie Fréchette, sincronetta canadese
- 27 giugno - Jan Hřebejk, regista ceco
- 27 giugno - Vasil' Kapcjuch, ex discobolo bielorusso
- 27 giugno - Phil Kearns, ex rugbista a 15 australiano
- 27 giugno - Hiroshi Nagano, ex cestista giapponese
- 27 giugno - Michelle Torres, ex tennista statunitense
- 28 giugno - Massimo Bedino, ex pallavolista italiano
- 28 giugno - Gil Bellows, attore canadese
- 28 giugno - Hilde Crevits, politica belga
- 28 giugno - José Flores, ex calciatore venezuelano
- 28 giugno - Patrice Lefebvre, allenatore di hockey su ghiaccio e ex hockeista su ghiaccio canadese
- 28 giugno - Urs Marti, politico e imprenditore svizzero
- 28 giugno - Giovanni Massaro, vescovo cattolico italiano
- 28 giugno - Lars Riedel, ex discobolo tedesco
- 28 giugno - William Albert Wack, vescovo cattolico statunitense
- 28 giugno - Zhong Huandi, ex mezzofondista e maratoneta cinese
- 29 giugno - Jeff Burton, pilota automobilistico statunitense
- 29 giugno - John Feldmann, produttore discografico, cantante e chitarrista statunitense
- 29 giugno - Melora Hardin, attrice e cantante statunitense
- 29 giugno - Carl Hester, cavaliere britannico
- 29 giugno - Seamus McGarvey, direttore della fotografia britannico
- 29 giugno - Efraim Medina Reyes, scrittore, poeta e musicista colombiano
- 29 giugno - Alessandro Porro, allenatore di calcio e ex calciatore italiano
- 29 giugno - Chiho Saitō, fumettista giapponese
- 29 giugno - Svenja Schlicht, ex nuotatrice tedesca occidentale
- 29 giugno - Eskil Suter, pilota motociclistico svizzero
- 29 giugno - Pietro Vitalini, ex sciatore alpino italiano
- 30 giugno - Patrik Bodén, ex giavellottista svedese
- 30 giugno - David Busst, allenatore di calcio e ex calciatore inglese
- 30 giugno - Güler Duman, cantante turco
- 30 giugno - Sture Fladmark, allenatore di calcio e calciatore norvegese
- 30 giugno - Bratislav Gašić, politico serbo
- 30 giugno - Michele Godena, scacchista italiano
- 30 giugno - Victoria Kaspi, astrofisica canadese
- 30 giugno - Barbara Nahmad, pittrice italiana
- 30 giugno - Gareth Rees, dirigente sportivo, ex rugbista a 15 e allenatore di rugby a 15 canadese
- 30 giugno - Silke Renk, ex giavellottista tedesca
- 30 giugno - Lars Vågberg, giocatore di curling norvegese
- 30 giugno - Robert Więckiewicz, attore polacco